# Liste von Flaggen mit skandinavischem Kreuz

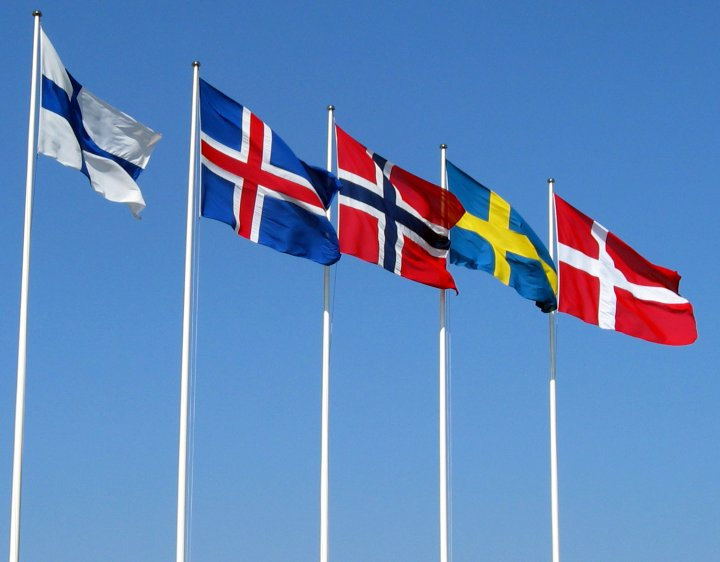
Flaggen der Mitgliedstaaten des Nordischen Rats (von links: Finnland, Island, Norwegen, Schweden und Dänemark)

Flaggen nordeuropäischer Staaten und Gebiete mit skandinavischem Kreuz

Diese Liste versammelt Flaggen, die als Gemeinsamkeit das skandinavische Kreuz aufweisen.
Die skandinavischen bzw. nordeuropäischen Staaten und Gebiete zeigen ein skandinavisches Kreuz in ihrer Flagge. Ursache dafür ist die langfristige historisch-politische Entwicklung in Nordeuropa: Zuerst in Dänemark verwendet, wurde die Grundform in der Kalmarer Union verwendet; die isländische und die norwegische Flagge entstanden in Phasen der schrittweisen Lösung aus der Verbindung mit Dänemark. Heute wird das gemeinsame liegende Kreuz auch als Ausdruck der nordischen Wertegemeinschaft gesehen.
Statt der Bezeichnung „skandinavisches Kreuz“ ist in der Heraldik der Begriff Philippuskreuz gebräuchlich. Eine andere Bezeichnung ist Kreuz des Nordens in Analogie zum Sternbild Kreuz des Südens, das mehrfach in Nationalflaggen gezeigt wird.

## Übersicht: Skandinavien und weitere nordische Staaten
Skandinavien im kulturgeografischen und politischen Sinn umfasst die Staaten Schweden, Norwegen, Dänemark, Finnland und Island. Diese Staaten sind kulturell nah verwandt, sodass eine „skandinavische Identität“ entstanden ist.

## Flaggen von Mitgliedstaaten des Nordischen Rates
| Dänemark (Danmark) – Siehe auch: Flagge Dänemarks       | |
| Flagge Dänemarks                                        | Die Kreuzflagge war das Kennzeichen der Kreuzritter im Mittelalter, doch nahm die Flagge Dänemarks schon früh die typisch skandinavische Form mit einem verlängerten Arm des Kreuzes an. So befindet sich auf rotem Grund ein weißes Kreuz, das zur Stangenseite hin verschoben ist. Die dänische Flagge wird als „Dannebrog“ bezeichnet. Sie ist wahrscheinlich die älteste und seit ihrer Einführung unverändert gebliebene Flagge der Welt. Die Farben stammen aus dem Wappen, das ein weißes, rot umrandetes Kreuz auf einem geviertelten Schild darstellt. |
| Schweden (Sverige) – Siehe auch: Flagge Schwedens       | |
| Flagge Schwedens                                        | Die schwedische Flagge entstammt, wie die dänische, den Farben des Wappens der Königsfamilie. Die blaue Farbe ist die Grundfarbe des Wappens, gelb sind jeweils die drei Kronen und Streifen im Wappen. Daher auch die blaue Grundfarbe mit dem gelben Kreuz. |
| Norwegen (Norge/Noreg) – Siehe auch: Flagge Norwegens   | |
| Flagge Norwegens                                        | Die norwegische Flagge entstammt nur teilweise den Farben des Königshauses. Vielmehr ist es eine Anlehnung an die dänische Flagge, mit einem roten Hintergrund und einem weißen Kreuz. Durch die Dänisch-Norwegische Personalunion gehörte Norwegen von 1380 bis 1814 de facto zu Dänemark. Der rote Hintergrund entstammt jedoch auch dem Königswappen, bei dem Rot – hinter einem gelben Wappentier – die Grundfarbe ist. Die blaue Farbe stellt die tiefblauen Fjorde und die klare Luft dar.                                                                |
| Finnland (Suomi/Finland) – Siehe auch: Flagge Finnlands | |
| Flagge Finnlands                                        | Die finnische Flagge ist nicht an das Staatswappen angelehnt. Der weiße Hintergrund stellt den Schnee, das blaue Kreuz die Seen dar. Das Wappen ist aus schwedischer Zeit übernommen worden, es ist ein rotes Wappen mit einem gelben Löwen. Von 1917 bis 1918 war das Wappen übergangsweise die Nationalflagge Finnlands, als Wappenflagge. |
| Island (Ísland) – Siehe auch: Flagge Islands            | |
| Nationalflagge Islands                                  | Blau und Weiß sind die Farben Islands. Daher auch der blaue Untergrund (das Meer) und das weiße Kreuz (der Schnee). Das rote Kreuz auf dem weißen Kreuz soll die historische Zugehörigkeit zu Dänemark darstellen. Bis 1944 gehörte Island zu Dänemark. |

### Autonome Territorien
| Åland – Siehe auch: Flagge Ålands                         | |
| Flagge Ålands                                             | Die åländische Flagge vereinigt die Farben der schwedischen Flagge und des finnischen Wappens. Der blaue Hintergrund und das gelbe Kreuz stellen die guten Beziehungen zu Schweden dar, das rote Kreuz auf dem gelben Kreuz stellt die Grundfarben des finnischen Wappens dar. Rot und Gelb waren die schwedischen Wappenfarben für Finnland, als das Land noch unter schwedischer Herrschaft stand. |
|                                                           | Flaggenvorschlag 1952 |
| Färöer (Føroyar/Færøerne) – Siehe auch: Flagge der Färöer | |
| Flagge der Färöer                                         | Die färöische Flagge entstammt der norwegischen, allerdings mit einer vertauschten Reihenfolge der Farben. Die Farben stellen die blau-rot-weiße Nationaltracht dar, die zugleich die Nationalfarben der Färöer sind. Da die Färöer ursprünglich von Norwegen aus besiedelt wurden, besteht noch heute eine enge Verbindung, was die Farben der Flagge dokumentieren.                                |

## Internationale Flaggen
| Kalmarer Union – Siehe auch: Flagge der Kalmarer Union            | |
| Flagge der Kalmarer Union                                         | Die Flagge der Kalmarer Union, einer Vereinigung der Königreiche Dänemark, Norwegen und Schweden von 1397 bis 1523, wurde spätestens 1430 von König Erik VII. als Reichsbanner für zeremonielle Anlässe eingeführt. Die auch als Flagge des Nordens bezeichnete Flagge wird heute wieder von Anhängern des Skandinavismus benutzt. Die Farben stammen aus dem norwegischen Wappen. |
| Nordischer Rat – Siehe auch: Flagge des Nordischen Rates          | |
| Nordische Flaggengesellschaft                                     | |
| Die Flagge der Nordischen Flaggengesellschaft mit dem FIAV-Knoten | Kombination von der Flagge der Kalmarer Union und dem FIAV-Knoten. |

## Dänische Flaggen
Zu den Regionen im kontinentalen Dänemark, die durch eigene inoffizielle Flaggen Eigenständigkeit markieren, gehören die dänischen Inseln Bornholm mit der Flagge Bornholms und Ærø mit der Flagge Ærøs sowie die historische dänische Provinz (Syssel) Vendsyssel mit dem Vendelbrog.
| Bornholm – Siehe auch: Flagge Bornholms     | |
| Flagge von Bornholm                         | Die Flagge Bornholms kombiniert das Rot der dänischen Flagge mit einem grünen Kreuz, das für die grüne Natur der Insel steht. Eine weitere Variante dieser Flagge zeigt einen weißen Rand um das grüne Kreuz.                                                                                               |
| Vendsyssel – Siehe auch: Flagge Vendsyssels | |
| Flagge Vendyssels                           | Die 1976 entworfene Flagge Vendsyssels wird auch Vendelbrog genannt. Der blaue Grund ist mit einem grünen Kreuz mit gelboranger Kontur belegt. Blau symbolisiert den Himmel und das Meer. Grün steht für den Grünkohl und die fruchtbare Vegetation und gelborange für die Sonne, den Strand und die Dünen. |

### Grönland
Während die Flagge Grönlands kein skandinavisches Kreuz beinhaltet, gab es vor der Einführung der aktuellen Flagge im Jahr 1985 verschiedene Vorschläge mit Kreuz:

Flaggenvorschlag (1973)
Flaggenvorschlag von Sven Tito Achen (1984)
Weiterer Flaggenvorschlag
Weiterer Flaggenvorschlag

## Schwedische Regionalflaggen
Für viele historische Provinzen, die als Landskap (deutsch: „Landschaft“) bezeichnet werden, existieren neben den offiziellen Wappenbannern weitere Flaggen, die meist auf privater Initiative in der Neuzeit entworfen wurden. Sie haben mit Ausnahme der Flagge Schonens keinen offiziellen Status, sind aber oft bekannter als die offiziellen Flaggen und werden gerne eingesetzt, um die regionale Eigenständigkeit zu demonstrieren und den regionalen Tourismus zu fördern.
| Schonen (Skåne) – Siehe auch: Flagge Schonens   | |
| Flagge von Schonen                              | Die 1902 entworfene Flagge Schonens hat seit 1999 offiziellen Status und ist eine Mischung aus der dänischen und der schwedischen Flagge. Der rote Hintergrund ist der dänischen Flagge entnommen und weist auf die lange dänische Tradition und Vergangenheit hin. Das goldene Kreuz entstammt der schwedischen Flagge und deutet auf die Zugehörigkeit zu Schweden hin.                                            |
| Bohuslän – Siehe auch: Flagge Bohusläns         | |
| Flagge Bohusläns                                | Die inoffizielle Flagge Bohusläns, die von einem Fischhändler aus Grebbestad in der Gemeinde Tanum entworfen wurde, ist seit 1996 in Gebrauch. Die Blautöne stehen für den Himmel und das Meer. Die Farbe des roten Kreuzes symbolisiert als Zeugnis der vorzeitlichen Steinindustrie Granit. |
| Gotland – Siehe auch: Flagge Gotlands           | |
| Kreuzflagge von Gotland                         | Die 1991 vorgeschlagene Kreuzflagge für Gotland ist gelb und mit einem grünen skandinavischen Kreuz überlegt. Der gelbe Hintergrund soll für die vielen Felder und den fruchtbaren Boden Gotlands stehen, das grüne Kreuz soll den Wald in der Mitte des Landes darstellen. Mit umgekehrter Farbstellung ähnelt die gotländische Flagge der Flagge Ölands (gelbes Kreuz auf grünem Grund). Sie wurde nie eingeführt. |
| Härjedalen – Siehe auch: Flagge Härjedalens     | |
| Inoffizielle Kreuzflagge Härjedalens            | Die inoffizielle Flagge Härjedalens ist in den Siebzigerjahren als Gegenreaktion auf das Kultur- und Marketingprojekt Republik Jämtland entstanden, um die Unabhängigkeit Härjedalens vom Jämtlands län demonstrieren. Die Farben sind der Werbekampagne Härliga Härjedalen entnommen. |
| Hälsingland                                     | |
| Inoffizielle Flagge Hälsinglands                | Die inoffizielle Flagge Hälsinglands wurde von Bisse Thofelt entworfen und ist seit 1992 in Gebrauch. Im Gegensatz zur schwedischen Flagge hat das gelbe Kreuz noch eine rote Kontur. Blau steht für den Himmel, die Berge, die Seen und für die Poesie. Die rote Farbe symbolisiert das Herz, das Blut und die Preiselbeeren. Gelb steht für die Sonne und die Moltebeeren.                                         |
| Öland                                           | |
| Flagge Ölands                                   | Die inoffizielle Flagge der Ostseeinsel Öland ähnelt der Flagge Gotlands, nur mit umgekehrter Farbstellung. Der grüne Hintergrund steht für die Vegetation auf der Insel. Das gelbe Kreuz, welches sich auch in der schwedischen Flagge findet, deutet auf die Zugehörigkeit zu Schweden. |
| Östergötland – Siehe auch: Flagge Östergötlands | |
| Inoffizielle Flagge Östergötlands               | Die inoffizielle Flagge Östergötlands wurde 1972 der Öffentlichkeit vorgestellt und entspricht der Flagge Schwedens mit umgekehrter Farbstellung. Blau symbolisiert die zwei Kanäle Göta-Kanal und Kinda-Kanal, die beide durch Östergötland führen. Gelb steht für die östergötländische Ebene und dessen fruchtbare Kornfelder.                                                                                    |
| Småland – Siehe auch: Flagge Smålands           | |
| Inoffizielle Flagge Smålands                    | Die Flagge Smålands wurde 1992 entworfen. Grün symbolisiert die Gärten, Obstplantagen und Wälder der Provinz. Rot steht zum einen für die in traditionellem Falunrot gestrichenen Häuser der Region, zum anderen für die roten Preiselbeeren. Der Flagge wird ein halboffizieller Status zugeschrieben. |
| Västergötland                                   | |
| Flagge Västergötlands                           | Die inoffizielle Flagge der historischen Provinz Västergötland gilt auch für West-Schweden. Sie wurde 1990 von Per Andersson entworfen. Ihre Farben sind dem Staatswappen des schwedischen Königreichs entnommen. |
| Norrland                                        | |
| Flagge von Norrland                             | Die inoffizielle Flagge Norrlands wurde 1992 in einem Wettbewerb der Året Runt zum Sieger gekürt. |
| Ladonien                                        | |
| Flagge Ladoniens                                | Die Flagge der Mikronation der südschwedischen Küste zeigt eine grüne Variante des skandinavischen Kreuzes. |

## Vorgänger der isländischen Nationalflagge
| Hvítbláinn – Siehe auch: Flagge Islands                 | |
| Hvítbláinn                                              | Die Hvítbláinn („die weiß-blaue“) setzte sich als Islands erste, inoffizielle Nationalflagge durch und entsprach fast der heutigen Flagge Shetlands. Sie wurde 1897 von dem Dichter Einar Benediktsson in seiner von ihm gegründeten ersten isländischen Tageszeitung Dagskrá veröffentlicht. Doch die Hvítbláinn wurde vom Flaggenkomitee abgelehnt und durch die 1913 entstandene Zivilflagge Islands abgelöst. |
| Flaggenentwurf von 1914 – Siehe auch: Flagge Islands    | |
| Nicht angenommener Flaggenentwurf von Magnus Thordarson | Nicht angenommener Flaggenentwurf von Magnus Thordarson, 1914 |

## Volksgruppen und Minderheiten

### In Skandinavien
| Finnlandschweden – Siehe auch: Flagge der Finnlandschweden | |
| Flagge der Finnlandschweden                                | Die Flagge der Finnlandschweden, der schwedischsprachigen Minderheit in Finnland, basiert auf einem Vorschlag von 1917. Sie enthält die Farben des Wappens von Finnland, das aus der Zeit stammt, als das Land noch unter schwedischer Herrschaft stand. |
| Schwedenfinnen – Siehe auch: Flagge der Schwedenfinnen     | |
| Flagge der Schwedenfinnen                                  | Die Flagge der Schwedenfinnen, der finnischen Minderheit in Schweden, wurde 2007 eingeführt und ist eine Kombination der finnischen und der schwedischen Flagge. Dadurch symbolisiert die Flagge die doppelte Identität mit zwei Kulturen und Sprachen.  |

### Finno-ugrische Völker in Russland
| Ostkarelien                        | |
| Flagge Ostkareliens                | Die von dem finnischen Künstler Akseli Gallen-Kallela entworfene Flagge sollte die Unabhängigkeit Ostkareliens von Russland repräsentieren. Nach der Aufteilung Kareliens 1918 zwischen Russland und Finnland gab es von 1919 bis 1920 im russischen Teil Autonomiebestrebungen, die Loslösungsversuche scheiterten jedoch. Schwarz steht für die Erde und die „traurige“ Geschichte der Region. Grün symbolisiert die üppige Bewaldung und die Hoffnung auf eine bessere Zukunft. Rot steht für Blut und Freude.                                                          |
| Ingermanland (Inkeri)              | |
| Flagge von Ingermanland            | Ingermanland ist eine historische schwedische Provinz im nordwestlichen Russland rund um das heutige Sankt Petersburg. Die Flagge von Ingermanland, ein Symbol für die finno-ugrischen Völker der Ischoren und Ingermanländer, entstand in Anlehnung an die schwedische Flagge. Gelb und Blau sollen die Verbundenheit zu Schweden symbolisieren, die rote Kontur weist auf die Herkunft des Volkes aus dem von Schweden regierten Finnland hin, dessen Wappen die Grundfarbe Rot hat. In den 1920er und 1930er Jahren hatte die Flagge offiziellen Status für das Gebiet. |
| Wepsen                             | |
| Flagge der Wepsen                  | Die Wepsen sind ein finno-ugrisches Volk, die in Karelien um den Onegasee sowie um Sankt Petersburg leben. Die Flagge wurde 1992 auf dem wepsischen Sommerfestival eingeführt. Der grüne Grund symbolisiert den Wald, Blau steht für die Seen und Gelb für die Felder. |
| Woten                              | |
| Vorschlag für die Flagge der Woten | Die Woten sind ein kleines, den Esten verwandtes ostseefinnisches Volk in Ingermanland. Die Flagge basiert auf einem Vorschlag von Valoczy Ferenc und hat keinen offiziellen Status. Die blaue Farbe ist der Flagge Finnlands entnommen, Grün den Flaggen der Wepsen und Liven sowie der historischen Flagge Ostkareliens. |

## Vereinigtes Königreich

### Offizielle Flaggen
| Shetland – Siehe auch: Flagge von Shetland | |
| Flagge von Shetland                        | Die shetländische Flagge hat zwei Bedeutungen. So beziehen sich zum einen die Farben Dunkelblau und Weiß auf die Zugehörigkeit zu Schottland und zum anderen das skandinavische Kreuz auf die Zugehörigkeit zur skandinavischen Völkerfamilie. Die 1969 entworfene Flagge wurde 2005 von der schottischen Heraldik-Behörde anerkannt. |
| Orkney – Siehe auch: Flagge von Orkney     | |
| Flagge von Orkney                          | Die Flagge von Orkney wurde im Frühjahr 2007 nach einem Wettbewerb offizielle Flagge der Inselgruppe. Die Farben rot und gelb entstammen sowohl dem schottischen wie auch dem norwegischen Landeswappen. Die blaue Farbe entstammt der schottische Flagge und repräsentiert das Meer und die Seefahrtstradition der Inseln. |
| West Riding of Yorkshire                   | |
| Flagge vom West Riding of Yorkshire        | Das West Riding of Yorkshire ist eines der drei historischen Gebiete der englischen Grafschaft Yorkshire. Seit einem Wettbewerb im Mai 2013 hat das Gebiet eine offizielle Flagge. Die Flagge ist ein skandinavisches Kreuz in den Farben Rot und Weiß, mit der weißen Rose des Hauses York und die gelben Strahlen der Sonne im Zentrum des Kreuzes. Die Flagge symbolisiert die Verbindung der englischen und nordischen Geschichte. |
| Caithness                                  | |
| Flagge von Caithness                       | Caithness ist eine traditionelle Grafschaft Schottlands. Nach einem Wettbewerb im Januar 2016 hat die Grafschaft nun eine offizielle Flagge. Sie zeigt ein skandinavisches Kreuz in den Farben Blau, Gelb und Schwarz, mit einem Segelschiff im Kanton. Am Hauptsegel vom Schiff ist ein Rabe. Die Flagge soll die alten Verbindungen zu den Wikingern symbolisieren. |
| Skye                                       | |
| Flagge von Skye                            | Die Flagge der Insel Skye wurde im August 2020 nach einem öffentlichen Wettbewerb durch den Lord Lyon King of Arms genehmigt. Der Vorschlag des neunjährigen Calum Alasdair Munro basiert auf der Geschichte der Insel, die eng mit der Geschichte der Kelten, der Wikinger und von Flora MacDonald verknüpft ist. Das Birlinn ist ein typisches mittelalterliches Schiff der Gegend, die fünf Ruder symbolisieren die fünf Regionen von Skye: Trotternish, Waternish, Duirinish, Minginish und Sleat. Die Farben verweisen auf die Clans der Insel, das Gelb auf die MacLeods und das Blau auf die MacDonalds und die MacKinnons. |

### Weitere Flaggen und Vorschläge

Offizielle Flagge für Barra, Schottland[31]
Inoffizielle Flagge für South Uist, Schottland[32]
Frühere, inoffizielle Flagge von Orkney

## Deutsche Flaggen

### Entwürfe für die National- und -kriegsflagge
Ein erster Entwurf, welcher die deutschen Nationalfarben (damals noch schwarz-weiß-rot) als nordisches Kreuz anordnete, stammt von Prinz Adalbert von Preußen und wurde von ihm als Seekriegsflagge für die geplante Deutsche Union vorgeschlagen. Zur Einführung kam es jedoch nicht, da Preußen seine Unionspläne Ende 1850 wieder fallen lassen musste. Etwa 76 Jahre später erschien in der Broschüre Die Reichseinheitsflagge ein Flaggenentwurf, welcher dem Vexillologen Ottfried Neubecker zugeschrieben wird. Dieser ordnete die nunmehr schwarz-rot-goldenen deutschen Nationalfarben als nordisches Kreuz an und zwar als rotes vor einem goldenen Kreuz auf einem schwarzen Flaggentuch. Durch diesen Entwurf sollte der damals herrschende Flaggenstreit beendet werden. Zudem war eine Variante der Neubeckerflagge mit gezungtem Doppelstander als Vorschlag für eine neue Reichskriegsflagge im Umlauf.
Im Vorfeld des Attentats vom 20. Juli 1944 entwarf Josef Wirmer die nach ihm benannte Wirmer-Flagge. Diese sollte nach dem erfolgreichen Sturz der Nazis die neue Flagge Deutschlands werden. Hierzu kam es jedoch nicht, da das Attentat scheiterte. 1948/49 brachte die CDU/CSU-Fraktion im Parlamentarischen Rat auf Initiative von Josef Wirmers jüngerem Bruder Ernst eine Variante der Wirmer-Flagge als Vorschlag für die neue Nationalflagge ein. Dieser Entwurf wurde vom Parlamentarischen Rat mehrheitlich abgelehnt, diente jedoch als Vorbild für die Parteifahnen von CDU und FDP, welche bis in die 1970er Jahre in Gebrauch waren.
Seit 2010 werden Neubecker- und Wirmer-Flagge und ihre Varianten vermehrt von Gruppierungen wie der German Defence League, PEGIDA und dem Blog Politically Incorrect verwendet, worüber sich Anton Wirmer, der Sohn von Josef Wirmer, „entsetzt“ zeigte.

Vorschlag für eine Seekriegsflagge der Reichsflotte von Prinz Adalbert von Preußen um 1850[36]
Vorschlag für die deutsche Nationalflagge von 1926, vermutlich vom Vexillologen Ottfried Neubecker[37][38]
Vorschlag für eine deutsche Seekriegsflagge (Neubeckerflagge mit gezungtem Doppelstander)
Geplante deutsche Flagge der Verschwörer des 20. Juli 1944 (Wirmer-Flagge)[39]
Vorschlag von Ernst Wirmer für die deutsche Flagge von 1948[39]
Vorschlag der CDU/CSU im Parlamentarischen Rat 1948 für die deutsche Flagge[39]

### Weitere deutsche Flaggen

Zivilflagge des Großherzogtums Oldenburg von 1774 bis 1919[40]
Flagge des autonomen Saarlandes von 1947 bis 1956

## Galerie weiterer Flaggen

### Baltische Staaten

Flagge für das kurzlebige Vereinigte Baltische Herzogtum[41]
Vom Politiker Kaarel Tarand 2001 vorgeschlagene Nationalflagge Estlands[42]
Entwurf für die estnische Flagge (2001)
Entwurf für die estnische Flagge (1919)
Flagge der Stadt Pärnu in Estland[43]
Flagge der Landgemeinde Koigi in Estland[44]
Flagge der Landgemeinde Türi in Estland
Flagge der historischen Gegend Setomaa in Estland[45]
Silbergrau-weiße Kreuzflagge der Stadt Alūksne im Nordosten Lettlands mit dem Stadtwappen in der Mitte[46]
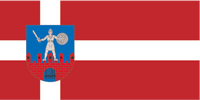
Kreuzflagge der lettischen Stadt Cēsis mit dem Stadtwappen und den Farben der Flagge Lettlands
Flagge der Hafenstadt Ventspils im Westen Lettlands mit dem Stadtwappen in der Mitte[48]
Flaggenvorschlag von Litauen (2001)

### Frankreich

Normannische Flagge, mit dem Spitznamen „St. Olafs Kreuz“[49]
Normannische Flagge von Falaise, Geburtsort Wilhelm des Eroberers, die auf seine skandinavische Herkunft hinweist.
Flagge von Calais

### Niederlande

Flagge von Havelte (Provinz Drenthe)
Flagge von Hof van Twente (Provinz Overijssel)
Flagge von Wierden (Provinz Overijssel)

### Georgien

Flagge der georgischen Hauptstadt Tiflis
Flagge der Munizipalität Gori
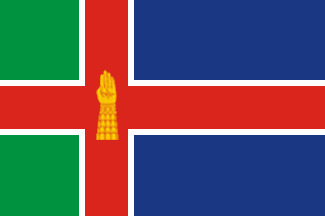
Flagge der Munizipalität Choni
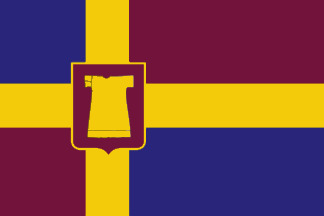
Flagge der Munizipalität Sugdidi
Ehemalige Flagge der Munizipalität Sugdidi

### Weitere

Seekriegsflagge von Tonga (siehe auch Flagge Tongas)
Entwurf für die belarussische Flagge (1992)
Flagge von Chapadinha (Maranhão, Brasilien)
Flagge von Santa Helena (Paraná, Brasilien)
Flagge von Palotina (Paraná, Brasilien)
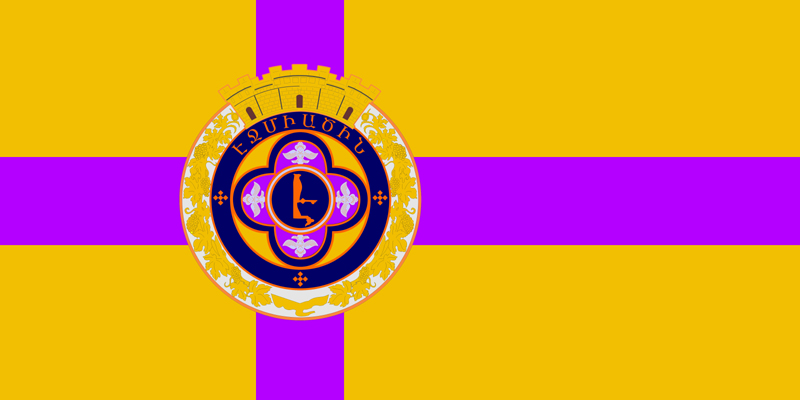
Flagge von Etschmiadsin, Armenien
Flagge von Pula, Kroatien
Flagge der Oblast Wolyn, Ukraine
Flagge der Region Stawropol, Russland
Flagge von Little Rock (Arkansas, USA)
Flagge der norwegischen faschistischen Partei Nasjonal Samling unter Vidkun Quisling (gegründet 1933, Auflösung 1945)
Die sogenannte Flagge Vinlands, Entwurf des Sängers Peter Steele der Band Type O Negative[50]